# Jaghir
Un Jaghir, appelé aussi jaghire ou jagir est un fief accordé, par un rajah ou un dignitaire indien, à un grand officier ou une personnalité importante.

## Présentation
Un Jaghir est toujours remis à titre viager, cependant dans les faits, une fois en possession des terres, les titulaires en deviennent propriétaires et en remettent la succession à leurs descendants. En contrepartie de cette remise de terres, le titulaire doit le versement d'une redevance à verser au trésor impérial ou au dignitaire concerné.
La taille d'un Jaghir peut représenter parfois l'équivalent de plusieurs département français.

## Exemples
- Benoît de Boigne se vit attribuer le Doab qui est une plaine équivalente en taille à trois ou quatre départements français, qui se situe entre New Delhi et Lucknow, dans le nord de l'Inde[1].